# 숀 월트먼
션 월트먼(Sean Waltman)은 본명은 션 마이클 월트먼(영어: Sean Michael Waltman, 1972년 7월 13일 ~ )은 미국의 남자 프로레슬링선수로 1989년 프로레슬링 입문으로 키는 183cm(6 ft 0 in)에다가 몸무게는 96kg(212 lb)나간다. 피니쉬는 일-이-삼 킥(슈퍼킥), 버즈킬러(크로스페이스 치킨윙), 다이빙 레그 드롭, 점핑 백 킥, 문설트 레그 드롭, 오버헤드 노던라이츠 수플렉스, 런닝 디디티, 센턴 밤, 스냅 스파인버스터, 섬머솔트 크로스라인, 엑스-팩터/식스-팩터(싯아웃 페이스버스터)로 사용을 하거나 시그니처는 자주 사용을 하는 브롱코 버스터랑 킥 종류가 있다. 드롭, 하이, 점핑 힐, 런닝 엔즈이기리로 사용을 하거나 플란차 종류는 섬머솔트, 스프링보드, 트라이앵글로 사용을 한다. 이분도 1993년 ~ 1996년까지 WWF 링네임 일-이-삼 키드(The 1–2–3 Kid)라는 사용을 한 적도 있었고 게다가 1995년 ~ 1996년까지 밀리언 달러맨의 부하 밀리언 달러맨 코퍼레이션으로 들어간적도 있었다. 하지만 1996년 ~ 1998년까지 WCW 링네임이 식스 팍(Syxx-Pac)으로 활동을 한적도 있었다는 증거다. 1998년 ~ 2002년까지 WWF/WWE 링네임이 엑스-팍(X-Pac)으로 활동을 한적도 있다는 증거다.

## Professional wrestling highlights
- Finishing moves
  - 1-2-3 Kick (Superkick) - 1996-present; sometimes used as a signatur WCW / WWF
  - BuzzKiller (Crossface chickenwing) - WCW
  - Diving leg drop - 1989-1996
  - Jumping back kick - 1989-1996
  - Moonsault leg drop - 1998-present
  - Overhead northern lights suplex - 1996-1998
  - Running DDT - 1989-1996
  - X-Factor / Syxx-Factor (Sitout facebuster) - 1998-present; sometimes from the third string
- Signature moves
  - Bronco buster
  - High speed leg drop
  - Moonsault
  - Multiple kick variations
    - Drop
    - High
    - Jumping heel
    - Running enzuigiri

  - Multiple plancha variations
    - Somersault
    - Springboard
    - Triangle

  - Multiple suplex variations
    - Bridging german
    - Delayed belly to back
    - Double underhook
    - Full nelson

  - Sitout powerbomb

- Manager
  - Alicia Webb
  - Chyna
  - Ted DiBiase
  - Tori

- Entrance themes
  - "1–2–3" by Jim Johnston (WWF; 1993-1996)
  - "Break it Down" of the DX Band (WWF/E/AAA; 1998–2000, 2007–2008, 2011-present; used as a member of D-Generation X)
  - "Break it Down (V2)" by Jim Johnston and performed by Chris Warren (WWF; used as a member of D-Generation X; 2000)
  - "Make Some Noise" by Jim Johnston and performed by Chris Warren (WWF; 1998-2001)
  - "The Kings" of Run – DMC (WWF; 2000; used as a member of D-Generation X)
  - Rockhouse" by Frank Shelley (WCW/WWF/E; 1996-1997, 2002, 2015; used as a member of the New World Order)
  - "What 'Chu Lookin' At?" by Uncle Kracker (WWF; 2001; used as a member of the X-Factor)
  - "The Band Theme" by Dale Oliver (TNA; 2010)
  - "Wolfpac Theme (Instrumental)" by Dale Oliver (TNA; 2010)
  - "One Last Time" by The Deadites (Chikara)

## 수상
- BBFW 케리비안 챔피언 (1회)
- 아이언맨 헤비웨이트 챔피언 (1회)
- GWF 라이트 헤비웨이트 챔피언 (2회)
- GWF 라이트 헤비웨이트 챔피언 토너먼트 (1991)
- JCW 태그팀 챔피언 (1회) - 조우이 제인러
- LPW 헬 오브 페임 (2011)
- MPX 태그팀 챔피언 (1회) - 저로움 대녤즈
- MEWF 라이트 헤비웨이트 챔피언 (1회)
- NWA 헤러터지 챔피언 (1회)
- PWA 아이언 호어스 텔레비젼 챔피언 (1회)
- PWA 라이트 헤비웨이트 챔피언 (2회)
- PWA 태그팀 챔피언 (1회) - 제리 린
- 컴 백 오브 더 이열 (1998)
- 태그팀 오브 더 이열 (1999) - 케인
- 랭크드 #21 오브 더 탑 500 싱글즈 레슬링 인 더 PWI 500 인 1997
- 랭크드 #177 오브 더 탑 500 싱글즈 레슬링 오브 더 "PWI 이열즈" 인 2003
- SEWA 라이트 헤비웨이트 챔피언 (1회)
- TNA X 텔레비전 챔피언 (1회)
- 크리스 캔디도 메모리얼 태그팀 토너먼트 - 알렉스 셸리
- WCW 크루저웨이트 챔피언 (1회)
- WCW 태그팀 챔피언 (1회) - 케빈 내쉬 엔드 스캇 홀
- WWF 유러피언 챔피언 (2회)
- WWF 라이트 헤비웨이트 챔피언 (2회)
- WWF 크루저웨이트 챔피언 (1회)
- WWF 태그팀 챔피언 (4회) - 마티 자네티 (1회), 밥 홀리 (1회), 케인 (2회)
- 슬래미 어워드 (1회)
  - 비거스트 하트 (1994)
- WWF 태그팀 챔피언 토너먼트 (1995) - 밥 할리
- WWE 헬 오브 페임 (2019) - 디-제너레이션-엑스
- XPW 텔레비전 챔피언 (1회)
- WSX 럼블 (세어드 뱀피로)